# アウトドア・ロックンロール〜サラリーマン転覆隊が行く〜
『アウトドア・ロックンロール〜サラリーマン転覆隊が行く〜』はBS朝日で放送 のドキュメンタリードラマ。
レギュラー放送に先駆けて、2013年9月14日に2時間スペシャル特番（秋田・阿仁川編）が放送された。同年10月4日よりBS朝日の金曜23:00 - 23:54枠でレギュラー放送開始。
2014年4月4日より、シンガポールに転勤となった鈴木社員（鈴木勝大）に代わり、鈴木社員（鈴木勝吾）が宣伝部に配属され、放送枠は金曜23:00 - 23:30の30分枠に短縮された。
2014年9月26日、放送終了。特番を含め、全放送回数26回、10バトル(再放送を含まず)。
2016年12月3日(土)午後2:00 - 3:54に2時間復活スペシャル特番（裏日光悶絶バトル!）が放送された。メンバーは本田本部長（本田亮）、田中課長（田中要次）、初登場の大山係長（大山高央）の三名。

## 概要
原案は元電通クリエイティブディレクター本田亮の『サラリーマン転覆隊』。原案ではほぼ河川を中心としたカヌーアクティビティであるのに対し、本作は海上・陸上も含めたアウトドア全般を網羅したオリジナルストーリー。秋田県の阿仁川下り（カヌー・ラフティング）を皮切りに、北海道知床半島ではシーカヤックや山岳トレッキング、東京都奥多摩では急流沢登りと登山、マウンテンバイク、岐阜県長良川編ではカヌーを扱っている。レギュラーでは前編・後編の2時間分を通して1話となっている。
本作はドラマに分類され、脚本が存在している。ドラマの東京パートとドキュメンタリーのアウトドアパートに分かれアウトドアでは役者本人のリアルなリアクションにこだわっている。実際、ドラマの役名がキャストの実名となっているのに加え、天候の不順や予定変更もそのまま番組にしている。また、本作には究極のアウトドア料理が必ず披露されており、グルメ番組としての性格も持つ。さらに、アウトドアを楽しむため、サラリーマンが会社人生を楽しむための教えがところどころに『教則』として披露される。

## ストーリー
毎日が残業、休暇もとれず、上司と部下との板挟み、そして、妻には頭が上がらない。そんなどこにでもいるサラリーマン（田中、竹嶋、鈴木、佐藤）が本作の主人公。社内のキーパーソンである営業部長からのプレッシャーがピークに達した頃、お約束のように必ず現れる謎の本部長により、本人たちの意思とは関係なく次々と無謀な指令が下され、そこから有無を言わさぬ週末を使った大自然との格闘が始まる。
果たして彼らは無事に月曜日をむかえることが出来るのか？

## キャスト

### 株式会社しののめ産業

#### 宣伝部
- 田中課長〈48〉 - 田中要次
- 竹嶋主任〈36〉 - 竹嶋康成
- 鈴木社員〈23〉 - 鈴木勝大　（～第10回）
- 鈴木社員〈24〉 - 鈴木勝吾　（第13回～）

#### 商品開発部
- 佐藤社員〈30〉 - 佐藤祐基

#### マーケティング部
- 南沢社員〈25〉 - 南沢奈央

#### マーケティング本部
- 本田本部長〈58〉 - 本田亮

#### 営業部
- 高瀬営業部長〈50〉（第一営業部） - 高瀬将嗣

## スタッフ
- 原案 - 本田亮 『サラリーマン転覆隊』（小学館／フレーベル館）
- 監督 - 久家友哉、豊永俊介、實守信介、小林雅仁
- 脚本 ‐ 本田亮、村本篤信
- 音楽・Naディレクション - チャーミー坂井
- 技術協力 - ヴイ・ビジョンスタジオ
- 企画・総合プロデューサー - 田村勇気（電通）
- プロデューサー - 魏治康（BS朝日）、朝比奈勇
- 制作協力 - ティー・ワイ・オー
- 制作 - BS朝日、電通

## 主題歌
オープニングソング
- THE BLUE HEARTS 『リンダリンダ』

エンディングソング
- TULIP（チューリップ） 『心の旅』

ナレーション
- 澤登翠

## 放送日程
| 各話   | 放送日         | サブタイトル                                                         |
| ------ | -------------- | -------------------------------------------------------------------- |
| 特番   | 2013年09月14日 | 秋田・阿仁川篇                                                       |
| 第01回 | 2013年10月04日 | 知床篇 前篇                                                          |
| 第02回 | 2013年10月11日 | 知床篇 後篇                                                          |
| 第03回 | 2013年10月18日 | 奥多摩 前篇                                                          |
| 第04回 | 2013年10月25日 | 奥多摩 後篇                                                          |
| 第05回 | 2013年11月01日 | 長良川 前篇                                                          |
| 第06回 | 2013年11月08日 | 長良川 後篇                                                          |
| 再放送 | 2013年11月15日 | 知床篇 前篇                                                          |
| 再放送 | 2013年11月22日 | 知床篇 後篇                                                          |
| 再放送 | 2013年11月29日 | 奥多摩 前篇                                                          |
| 再放送 | 2013年12月06日 | 奥多摩 後篇                                                          |
| 再放送 | 2013年12月13日 | 長良川 前篇                                                          |
| 再放送 | 2013年12月20日 | 長良川 後篇                                                          |
| 再放送 | 2013年12月27日 | 秋田・阿仁川 前篇                                                    |
| 再放送 | 2014年01月05日 | 秋田・阿仁川 後篇                                                    |
| 第07回 | 2014年01月10日 | ママチャリバトルTo日本海 前篇                                        |
| 第08回 | 2014年01月17日 | ママチャリバトルTo日本海 後篇                                        |
| 第09回 | 2014年01月24日 | 富士山360度バトル 前篇                                               |
| 第10回 | 2014年01月31日 | 富士山360度バトル 後篇                                               |
| 第11回 | 2014年02月07日 | 極寒・犬ぞりバトル in 北海道 前篇                                    |
| 第12回 | 2014年02月14日 | 極寒・犬ぞりバトル in 北海道 後篇                                    |
| 再放送 | 2014年02月21日 | ママチャリバトルTo日本海 前篇                                        |
| 再放送 | 2014年02月28日 | ママチャリバトルTo日本海 後篇                                        |
| 再放送 | 2014年03月07日 | 富士山360度バトル 前篇                                               |
| 再放送 | 2014年03月14日 | 富士山360度バトル 後篇                                               |
| 再放送 | 2014年03月21日 | 極寒・犬ぞりバトル in 北海道 前篇                                    |
| 再放送 | 2014年03月28日 | 極寒・犬ぞりバトル in 北海道 後篇                                    |
| 第13回 | 2014年04月04日 | 奥利根凍結バトル スノーシューで崖を下りろ!                           |
| 第14回 | 2014年04月11日 | 奥利根凍結バトル エアボードで氷瀑をめざせ!                           |
| 第15回 | 2014年04月18日 | 奥利根凍結バトル 雪山に穴を掘って寝ろ!                               |
| 第16回 | 2014年04月25日 | 奥利根凍結バトル 冬の激流を下れ!                                     |
| 第17回 | 2014年05月02日 | 荒川→隅田川 お花見バトル 雪解け水で新人を鍛えよ!                     |
| 第18回 | 2014年05月09日 | 荒川→隅田川 お花見バトル 荒川とトコトン勝負せよ!                     |
| 第19回 | 2014年05月16日 | 荒川→隅田川 お花見バトル 隅田川の闇へ突入せよ!                       |
| 第20回 | 2014年05月23日 | 荒川→隅田川 お花見バトル カヌー筏で宴会せよ!                         |
| 再放送 | 2014年05月30日 | 奥利根凍結バトル スノーシューで崖を下りろ!                           |
| 再放送 | 2014年06月06日 | 奥利根凍結バトル エアボードで氷瀑をめざせ!                           |
| 再放送 | 2014年06月13日 | 奥利根凍結バトル 雪山に穴を掘って寝ろ!                               |
| 再放送 | 2014年06月20日 | 奥利根凍結バトル 冬の激流を下れ!                                     |
| 再放送 | 2014年06月27日 | 荒川→隅田川 お花見バトル 雪解け水で新人を鍛えよ!                     |
| 再放送 | 2014年07月04日 | 荒川→隅田川 お花見バトル 荒川とトコトン勝負せよ!                     |
| 再放送 | 2014年07月11日 | 荒川→隅田川 お花見バトル 隅田川の闇へ突入せよ!                       |
| 再放送 | 2014年07月18日 | 荒川→隅田川 お花見バトル カヌー筏で宴会せよ!                         |
| 第21回 | 2014年07月25日 | 日本縦断・フォッサマグナバトル マウンテンバイクで太平洋から旅立て!   |
| 第22回 | 2014年08月01日 | 日本縦断・フォッサマグナバトル マウンテンバイクで南アルプスを越えろ! |
| 第23回 | 2014年08月08日 | 日本縦断・フォッサマグナバトル 鯉を手に入れキャンプせよ!             |
| 第24回 | 2014年08月15日 | 日本縦断・フォッサマグナバトル パックラフトで激流を下れ!             |
| 第25回 | 2014年08月22日 | 日本縦断・フォッサマグナバトル 夕陽の日本海へ突き抜けよ!             |
| 再放送 | 2014年08月29日 | 日本縦断・フォッサマグナバトル マウンテンバイクで太平洋から旅立て!   |
| 再放送 | 2014年09月05日 | 日本縦断・フォッサマグナバトル マウンテンバイクで南アルプスを越えろ! |
| 再放送 | 2014年09月12日 | 日本縦断・フォッサマグナバトル 鯉を手に入れキャンプせよ!             |
| 再放送 | 2014年09月26日 | 日本縦断・フォッサマグナバトル 夕陽の日本海へ突き抜けよ!             |
| 特番   | 2016年012月3日 | 裏日光悶絶バトル!                                                    |